# Lonchaea belua
Lonchaea belua är en tvåvingeart som beskrevs av Mcalpine 1964. Lonchaea belua ingår i släktet Lonchaea och familjen stjärtflugor. Inga underarter finns listade i Catalogue of Life.